# Gouvernement Matata II
Pour les articles homonymes, voir Gouvernement Matata.
Troisième République
Matata I Badibanga
Le gouvernement Matata II est le gouvernement de la république démocratique du Congo du 7 décembre 2014 au 14 novembre 2016. Il subit un remaniement le 25 septembre 2015, après que des partis ont été exclus de la majorité présidentielle.

## Composition
Le gouvernement est composé de 4 vice-Premiers ministres, 2 ministres d’État, 32 ministres et 10 vice-ministres.

### Premier ministre
| Image | Fonction         | Nom                   | Parti politique |
| ----- | ---------------- | --------------------- | --------------- |
|       | Premier ministre | Augustin Matata Ponyo | PPRD            |

### Vice-Premiers ministres
| Image | Fonction                                                                                                   | Nom             | Parti politique |
| ----- | --- | --------------- | --------------- |
|       | Intérieur et Sécurité                                                                                      | Évariste Boshab | PPRD            |
|       | Postes et télécommunications (PT) et Nouvelles technologies de l’information et de la communication (NTIC) | Thomas Luhaka   | (MLC)           |
|       | Emploi, Travail et Prévoyance sociale                                                                      | Willy Makiashi  | (PALU)          |

### Ministres d’État
| Image | Fonction                                 | Nom                        | Parti politique |
| ----- | ---------------------------------------- | -------------------------- | --------------- |
|       | Décentralisation et Affaires coutumières | Michel Bongongo            | (UFC)           |
|       | Décentralisation et Affaires coutumières | Salomon Banamuhere Baliene | (PPRD)          |

### Ministres
| Image | Fonction                                                                                                  | Nom                          | Parti politique | Date |
| ----- | --- | ---------------------------- | --------------- | --- |
|       | Affaires foncières                                                                                        | Dieudonné Bolengetenge Balea |                 | jusqu’au 25 septembre 2015                                                                               |
|       | Affaires foncières                                                                                        | Gustave Boloko Nkeli         |                 | à partir du 25 septembre 2015                                                                            |
|       | Affaires étrangères, Coopération internationale                                                           | Raymond Tshibanda            |                 | jusqu’au 25 septembre 2015                                                                               |
|       | Affaires sociales et action humanitaire :aussi ministre ad interim du Genre, de la Famille et des Enfants | Bijou Mushitu Kat            |                 | jusqu’au 25 septembre 2015                                                                               |
|       | Affaires sociales et action humanitaire                                                                   | Adèle Degbalase Kanda        |                 | à partir du 25 septembre 2015                                                                            |
|       | Agriculture, Pêche et Élevage                                                                             | Isidore Kabwe Mwehu          |                 | jusqu’au 25 septembre 2015                                                                               |
|       | Agriculture, Pêche et Élevage                                                                             | Émile Mota Ndongo Kang       |                 | à partir du 25 septembre 2015                                                                            |
|       | Aménagement du territoire, Urbanisme et Habitat                                                           | Omer Egwake                  | (MLC)           | |
|       | Commerce                                                                                                  | Kudianga Bayokisa            |                 | |
|       | Communication et Médias                                                                                   | Lambert Mende Omalanga       |                 | |
|       | Culture et Arts                                                                                           | Banza Mukalay                |                 | |
|       | Défense nationale et Anciens combattants                                                                  | Aimé Ngoy Mukena             |                 | jusqu’au 25 septembre 2015 lorsqu’il devient ministre des Hydrocarbures                                  |
|       | Défense nationale et Anciens combattants                                                                  | Crispin Atama Tabe           |                 | à partir du 25 septembre 2015                                                                            |
|       | Développement rural                                                                                       | Eugène Serufuli              |                 | |
|       | Économie nationale                                                                                        | Modeste Bahati Lukwebo       |                 | |
|       | Énergie et Ressources hydrauliques                                                                        | Jeannot Matadi Nenga         |                 | |
|       | Enseignement primaire, secondaire et initiation à la nouvelle citoyenneté                                 | Maker Mwangu                 |                 | |
|       | Enseignement supérieur et universitaire                                                                   | Théophile Mbemba Fundu       |                 | |
|       | Enseignement technique et professionnel                                                                   | Jean Nengbaga Tshibanga      |                 | |
|       | Environnement et Développement durable                                                                    | Bienvenu Liyota Ndjoli       |                 | jusqu’au 25 septembre 2015                                                                               |
|       | Environnement et Développement durable                                                                    | Robert Bopolo Bogeza         |                 | à partir du 25 septembre 2015                                                                            |
|       | Finances                                                                                                  | Henri Yav Mulang             |                 | |
|       | Fonction publique                                                                                         | Jean-Claude Kibala           |                 | jusqu’au 25 septembre 2015                                                                               |
|       | Fonction publique                                                                                         | Pascal Isumbisho Mwapu       |                 | à partir du 25 septembre 2015                                                                            |
|       | Genre, Famille et Enfants                                                                                 | Bijou Mushitu Kat            |                 | jusqu’au 25 septembre 2015                                                                               |
|       | Genre, Famille et Enfants                                                                                 | Lucie Kipele Aki Azwa        |                 | à partir du 25 septembre 2015                                                                            |
|       | Hydrocarbures                                                                                             | Crispin Atama Tabe           |                 | jusqu’au 25 septembre 2015 lorsqu’il devient ministre de la Défense nationale et des Anciens combattants |
|       | Hydrocarbures                                                                                             | Aimé Ngoy Mukena             |                 | à partir du 25 septembre 2015                                                                            |
|       | Industrie                                                                                                 | Germain Kambinga             |                 | |
|       | Infrastructures, Travaux publics et de la Reconstruction (ITPR)                                           | Fridolin Kasweshi            |                 | |
|       | Jeunesse, Sports et Loisirs                                                                               | Sama Lukonde Kyenge          |                 | jusqu’au 25 septembre 2015                                                                               |
|       | Jeunesse, Sports et Loisirs                                                                               | Denis Kambayi Tshimbumbu     |                 | à partir du 25 septembre 2015                                                                            |
|       | Justice, Garde des sceaux et Droits humains                                                               | Alexis Thambwe Mwamba        |                 | |
|       | Mines | Martin Kabwelulu             | (PALU)          | |
|       | Petites et moyennes entreprises (PME) et Classes moyennes                                                 | Bohongo Nkoyi                |                 | |
|       | Plan et Révolution de la modernité                                                                        | Olivier Kamitatu             |                 | jusqu’au 25 septembre 2015                                                                               |
|       | Plan et Révolution de la modernité                                                                        | Georges Wembi Loambo         |                 | à partir du 25 septembre 2015                                                                            |
|       | Portefeuille                                                                                              | Louise Munga                 |                 | |
|       | Recherche scientifique et Technologie                                                                     | Daniel Madimba Kalonji       |                 | |
|       | Relations avec le Parlement                                                                               | Tryphon Kin-Kiey Mulumba     |                 | |
|       | Santé publique                                                                                            | Dr Félix Kabange             |                 | |
|       | Tourisme                                                                                                  | Elvis Mutiri Wa Bashara      |                 | |
|       | Transport et Voies de communications                                                                      | Justin Kalumba Mwana Ngongo  |                 | |

### Vice-ministres
| Image | Fonction                                            | Nom                           | Parti Politique | Date                          |
| ----- | --------------------------------------------------- | ----------------------------- | --------------- | ----------------------------- |
|       | Budget                                              | Ernestine Nyoka               |                 | jusqu’au 25 septembre 2015    |
|       | Congolais de l’étranger                             | Antoine Boyamba Okombo        |                 |                               |
|       | Coopération internationale et intégration régionale | Franck Mwe di Malila          |                 |                               |
|       | Défense nationale                                   | René Sibu                     |                 |                               |
|       | Énergie                                             | Maguy Rwakabuba               |                 |                               |
|       | Finances                                            | Albert Mpeti Biyombo          |                 |                               |
|       | Intérieur                                           | Martine Ntumba Bukasa         |                 |                               |
|       | Justice et Droits humains                           | Mboso Nkodia Pwanga           |                 |                               |
|       | Plan                                                | Lisette Bisangana Ngalamulume |                 | jusqu’au 25 septembre 2015    |
|       | Plan                                                | Franklin Tshiamala Manyiku    |                 | à partir du 25 septembre 2015 |
|       | Postes et Télécommunications                        | Enoch Sebineza                |                 |                               |